# Saison 3 de Fiebre de Viña
Chronologie
Saison 2 Saison 4
La troisième saison de Fiebre de Viña est diffusée au Chili par Chilevisión entre le 22 février 2014 et le 1er mars 2014 et été présenté par Francisca García-Huidobro et Julio César Rodríguez.

## Présentateurs
- Francisca García-Huidobro
- Julio César Rodríguez

## Panélistes
- Boris Eyzaguirre

## Invités
- Carolina de Moras
- Rafael Araneda
- Los Locos del Humor

### Sources
- (es) Cet article est partiellement ou en totalité issu de l’article de Wikipédia en espagnol intitulé « Fiebre de Viña » (voir la liste des auteurs).